# Наримунт

Наримунт Гедимінович, у хрещенні Гліб (бл. 1300 — 2 лютого 1348) — князь з династії Гедиміновичів у Пінську. Другий син великого литовського князя Гедиміна та його дружини Євни.

## Біографія
У 1333 році Наримунт хрестився ім'ям Гліб та прибув до Новгорода, де в «кормління» отримав Ладогу, Орєшек, Корелу і половину Копор'я:
|  | В лѣто 6841 ... въложи богъ въ сердце князю Литовьскому Наримонту, нареченому въ крещении Глѣбу, сыну великого князя Литовьскаго Гедимина, и присла в Новъград, хотя поклонитися святѣи Софѣи; и послаша новгородци по него Григорью и Олександра, и позваша его к собѣ; и прииха в Новъгород, хотя поклонитися, мѣсяца октября; и прияша его съ честью, и цѣлова крестъ к великому Новуграду за одинъ человѣкъ; и даша ему Ладогу, и Орѣховыи, и Корѣльскыи и Корѣльскую землю, и половину Копорьи въ отцину и в дѣдѣну, и его дѣтемъ. |

Віддані князю Наримунту землі утворили своєрідне «Карельське князівство». Однак лише з 1333 по 1335 роки Ладога, Орєшок, та вся карельська земля і половина Копорья перебували в годуванні у литовського князя. Проте намісники князя були тут до 1348 року. Новгородці давали землі литовським князям через конфлікт з московським князем. З цього часу і до початку XV століття нащадки Наріманта і його литовські родичі неодноразово отримували ці землі в годування.
Близько 1335 року Наримунт покинув Новгород, ймовірно, для того, щоб зайняти полоцкий стіл, який звільнився після смерті князя Воїна. У Новгороді Наримунт залишив свого сина Олександра. У 1338 році він не тільки не з'явився на заклик новгородців захистити їх проти від шведів, але і відкликав з Орешка Олександра, що, очевидно, викликало сильне невдоволення новгородців.
Близько 1338 року Наримунт разом з полоцким єпископом Григорієм підписав договір з Ригою. Збережена на цьому документі печатка Наримунта є одним з найдавніших зображення герба Погоня, пізніше прийнятого в ролі державного герба Великого князівства Литовського. Побічно (як «полоцький король») Наримунт згадується також в договорі Смоленська з Ригою (близько 1390 роки).
Згідно «Літописцем великих князів литовських», за заповітом Гедиміна Наримунт посів Пінське князівство. Нащадки Наримунта правили в Пінську до кінця XV століття. Під час короткого правління в Великому князівстві Литовському Євнута, Наримунт був одним з найвпливовіших князів в державі. Коли Кейстут і Ольгерд скинули Євнут, Наримунт як його прихильник змушений був тікати в Золоту Орду до хана Джанібека, після чого Полоцьке князівство було передано синові Ольгерда Андрію.
Близько 1346 року Наримунт, не отримавши підтримки в Орді, повернувся до Великого князівства Литовського і став княжити в Пінську. У наступному році він брав участь у поході на Тевтонський орден. Ймовірно, саме він очолював війська Великого князівства в битві на Стреві 2 лютого 1348 року, в якій і загинув.

## Нащадки
Діти:
- Михайло (?—1355) — князь пінський (1348 — до 1355)
- Семен-Феодосій (?—бл.1352) — імовірно, князь белзький, його дружиною була внучка Гремислави Всеволодівни опольська княжна Анна Болеславна (?—1365, монастир кларисок, Вроцлав)[4]
- Олександр (? — 1390?) — князь Орешський (1338), його ймовірні нащадки — князі Ружинські
- Юрій Наримунтович (?—після 1392) — князь крем'янецький (бл. 1350 — до 1352), белзький (1352—1377, 1383—1387), холмський (бл. 1366 — бл. 1370), новгородський (1378—1383). Васал і соратник Любарта-Дмитра Гедиміновича від якого отримав князівства на Волині
- Патрикей-Давид (?-після 1408) — князь новгородський (1380-і — до 1390 рр.), хотимський (кінець XIV ст.), стародубський (початок XV ст.). У 1396 р. вперше виїхав на службу до московського князя, але згодом повернувся назад. У 1408 р. знову виїхав у Москву із Свидригайлом і залишився там остаточно. Від нього походять княжі роди Корецьких, Патрикеєвих, Щенятіних, Голіциних, Куракіних та Хованських

Численні нащадки Наримунта складають групу княжих родів, в загально званих «Наримунтовичі». До них належать Пінські, Хованські, Булгакови, Щенятєви, Куракіни, Голіцини, Патрикеєви, Корецькі, Ружинські та, можливо, Друцькі.